# 九龍精器魚
九龍精器魚，為輻鰭魚綱銀漢魚目精器魚科的其中一種，分布於亞洲越南朔莊省和茶榮省淡水流域，為熱帶魚類，體長可達24.5公分，棲息在流動緩慢、沙泥底質的底中層水域，生活習性不明。

## 擴展閱讀
維基物種上的相關：九龍精器魚